# NGC 582
NGC 582 ist eine Balken-Spiralgalaxie vom Hubble-Typ SBb im Sternbild Dreieck am Nordsternhimmel. Sie ist schätzungsweise 201 Millionen Lichtjahre von der Milchstraße entfernt und hat einen Durchmesser von etwa 130.000 Lichtjahren. Gemeinsam mit fünf weiteren Galaxien bildet sie die NGC 499-Gruppe (LGG 24).
 Im selben Himmelsareal befinden sich u. a. die Galaxien NGC 579 und NGC 608.
Die Typ-IIP-Supernova PNV J01315945+3328458 wurde hier beobachtet.
Das Objekt wurde am 9. August 1863 vom deutsch-dänischen Astronomen Heinrich Louis d’Arrest entdeckt.